# Analiza systemowa
Analiza systemowa – podejście badawcze w naukach społecznych, uznające pojęcie systemu i jego analizę za kluczowe dla zrozumienia zjawisk społecznych.
Analiza systemowa jest szczególnie przydatna do złożonych zadań w szybko zmiennym otoczeniu, typowym dla naszych czasów. Jest ona formalnym i jawnym badaniem wspomagającym działanie osób odpowiedzialnych za decyzje lub linię postępowania w określonej (złożonej) sytuacji charakteryzującej się niepewnością. Ma na celu określenie pożądanego działania lub linii postępowania przez rozpoznanie i rozważenie dostępnych wariantów oraz porównanie ich przewidywanych następstw.
Wymaga jasnego określenia granic badanego systemu i jego części składowych. W związku z tym spotyka się z krytyką, że doprowadza do ograniczonego myślenia (przykładowo, myśląc o organizacji jako o systemie, sztucznie tworzymy sobie stereotyp jej otoczenia, co później negatywnie wpływa na naszą zdolność percepcji).
Analiza systemowa (modernistyczna, Szkoła Angielska) – w teorii stosunków międzynarodowych pozwala badać zmiany zachodzące w stosunkach międzynarodowych, zmiany oddziaływań tych stosunków i systemów międzynarodowych w każdym czasie – przeszłym, teraźniejszym i przyszłym – Jej najważniejsza cechą jest to że odnosi badane zjawisko, jak i cały proces do szerokiego kontekstu zdarzeń i procesów, postrzega ją jako złożoną całość. Istotną cechą analizy systemowej jest to że przedstawia obraz zdarzenia poprzez analizę sprzężeń między jego elementami składowymi. Pojęcie systemu utożsamiane jest z całością w której elementy składowe są wzajemnie powiązane i zależne między sobą. Najważniejsze badanie w analizie systemowej opiera się na badaniu struktury systemu, jak i badaniu wzajemnych reakcji pomiędzy częściami składowymi systemu.